# Ishtar (film)
Ishtar is een Amerikaanse film uit 1987 van Elaine May met in de hoofdrollen Warren Beatty, Dustin Hoffman en Isabelle Adjani.
De film staat bekend als een van de grootste flops uit de geschiedenis van de film. De kritiek maakte gehakt van de film. Ondanks die kritiek opende Ishtar wel succesvol. Het eerste weekend bracht Ishtar gelijk 4 miljoen dollar op. Maar daarna ging het bergafwaarts en uiteindelijk bracht de film in totaal niet meer dan zo'n 14 miljoen dollar op, terwijl er 55 miljoen dollar was uitgegeven. Al voor de première waren er berichten over extreme budgetoverschrijdingen en ruzies op de set. Regisseur Elaine May werd het meest getroffen door het floppen van de film, zij mocht na Ishtar nooit meer een film regisseren.

## Verhaal
Lyle en Chuck vormen een duo dat liedjes schrijft. De kwaliteit van de liedjes is echter verschrikkelijk, maar het duo zelf is ervan overtuigd dat ze de nieuwe Simon and Garfunkel zijn en dat op een dag de rest van de wereld dit ook zal zien. Hun beste nummer heeft de titel 'That a Lawnmower Can Do All That' en wordt uitgefloten door het publiek, dat ook 'The Echo Song' niet kan waarderen. De agent van het duo, Marty Weston, weet de twee te boeken in een hotel in Marokko om daar de troepen te amuseren. Eenmaal in Marokko raken de twee betrokken bij een complot om de emir van buurland Ishtar van de troon te stoten.
Ze helpen de mysterieuze Shirra, lid van het verzet in Ishtar, die een kaart naar de opstandelingen moet smokkelen. Daarbij stuiten ze op Jim Harrison, een CIA-agent die bezig is om de revolutie tegen te houden.
Harrison is ervan overtuigd dat Lyle samenwerkt met Shirra en Shirra gelooft dat Chuck een handlanger is van Harrison. Chuck en Lyle op hun beurt weten niet dat zowel de CIA als de opstandelingen achter hen aanzitten en plannen hebben het duo te doden.

## Rolverdeling
| Acteur           | Personage         |
| ---------------- | ----------------- |
| Warren Beatty    | Lyle Rogers       |
| Dustin Hoffman   | Chuck Clarke      |
| Isabelle Adjani  | Shirra Assel      |
| Charles Grodin   | Jim Harrison      |
| Jack Weston      | Marty Freed       |
| Tess Harper      | Willa             |
| Carol Kane       | Carol             |
| Aharon Ipalé     | Yousef            |
| Fijad Hageb      | Abdul             |
| David Marguilies | mr. Clarke        |
| Rose Arrick      | mrs. Clarke       |
| Julie Garfield   | Dorothy           |
| Bill Bailey      | generaal Westlake |
| Christine Rose   | Siri Darma        |
| Abe Kroll        | mr. Thomopoulos   |

## Achtergrond

### Preproductie
Begin jaren tachtig was Elaine May actief als actrice, regisseur, maar vooral als schrijfster van filmscenario's. Ze was verantwoordelijk voor een belangrijk deel van Heaven Can Wait (1978) indertijd een grote hit voor acteur Warren Beatty. Later zou ze ook betrokken worden bij filmhits als Reds en Tootsie. Voor beide films werd ze geprezen vanwege haar succesvolle bewerkingen van het scenario. Beatty zag in May de ideale regisseur/scenarioschrijver voor zijn eerste filmproject sinds Reds (1981) en nodigde haar uit voor een bespreking. May had interesse en zei dat ze graag een film wilde maken in de traditie van de Road to…films van Bing Crosby en Bob Hope. Beatty zou dan de stuntel spelen, de rol die Hope altijd speelde, terwijl zijn medehoofdrolspeler de ladykiller zou spelen, het knappe romantische personage (de rol van Crosby). Hiervoor had ze Dustin Hoffman in gedachten. Hoffman zag echter aanvankelijk weinig in een scenario over een talentloos zangduo dat verzeild raakt in een revolutie in Noord-Afrika (de werktitel was Blind Camel). May ging echter aan het werk en schreef de eerste versie van het scenario. Beatty en Hoffman lazen het en hadden het idee dat er een goede film in zat, al moest er nog wel wat worden aangepast. Beatty, die de film wilde produceren, ging naar Guy McElwaine, hoofd productie van Columbia Pictures om de film te bespreken. Maar McElwaine was niet zeker van de zaak. Hij had het idee dat er geen ruimte was voor de twee grote ego's van Hoffman en Beatty in een film. Zowel May, Hoffman als Beatty waren perfectionisten en het gevaar bestond dat de opnames hierdoor duurder zouden uitvallen. Beatty was zelf filmer en stond bekend om het feit dat hij kilometers film verschoot om een scène perfect te krijgen. May had dezelfde reputatie. Aan de andere was McElwaine bang dat Beatty een andere studio zou benaderen en ten slotte gaf hij het groene licht. De kosten begonnen gelijk op te lopen. Zowel de hoofdrolspelers als May ontvingen 5 miljoen dollar per persoon, nog voordat de opnamen begonnen waren. Het budget voor de film werd begroot op 27,5 miljoen dollar.

### Productie

#### De voorbereiding
De kosten voor de film stegen al gelijk bij het begin van de opnames. Columbia, toch al bang voor budgetoverschrijdingen, eiste dat May de woestijnscènes zou schieten in de woestijnen in het zuidwesten van de Verenigde Staten. Maar May wilde liever naar Marokko. Ze werd hierbij gesteund door Coca-Cola, dat veel geld in de film had geïnvesteerd. Het bedrijf beschikte over fondsen in Marokko die ze niet konden vrijmaken en wilde de bevroren tegoeden losmaken door ze in te zetten voor Ishtar. Columbia Pictures gaf toe en de filmploeg vertrok begin oktober 1985 naar de Sahara. May had berekend dat er tien weken nodig waren voor de opnamen. Er zaten echter grote nadelen aan opnames in Noord-Afrika. Er waren grote spanningen tussen Israël en Palestijnse groeperingen die hun hoofdkwartier hadden in Tunesië. Israëlische vliegtuigen bombardeerden het hoofdkwartier van de Palestijnen in Tunis. Zeven dagen later kaapten de Palestijnen het cruiseschip de Achille Lauro en executeerden een Joodse Amerikaan. In Marokko zelf was het ook niet rustig. Het leger van Marokko was in gevecht met de rebellen van het Polisario. Daarbij waren er geruchten dat de Palestijnse beweging plannen had om Dustin Hoffman te kidnappen. De beveiliging van de filmploeg werd geïntensiveerd en filmlocaties werden vooraf gecontroleerd. Al snel waren er ook problemen met de overheid. Niemand had ervaring met het werken met grote filmploegen uit Hollywood en dat leidde over en weer tot frustrerend onbegrip. Verzoeken werden niet begrepen of niet gehonoreerd of verkeerd uitgelegd. Een verzoek om een paar figuranten bracht duizenden mensen op de been.

#### De opnamen in Marokko
Maar ook de filmploeg zelf zat niet lekker in zijn vel. Elaine May bijvoorbeeld voelde zich totaal niet thuis in de woestijn. Ze had last van kiespijn, maar wilde haar tanden liever niet laten behandelen door een lokale tandarts. Ook was ze bang te verbranden in de felle zon en verbleef vrijwel de gehele tijd onder een parasol, gewapend met een zonnebril en haar gezicht bedekt met een sjaal. Vanwege haar ongemakken was May snel geprikkeld en stelde vaak onmogelijke eisen. Ze had een bepaald soort zandduinen voor ogen, maar was niet tevreden met de duinen die door decorontwerper Paul Sylbert waren gevonden. Na enige naspeuringen gooide ze plotseling het roer om en eiste dat er vlak landschap moest worden gecreëerd. Het kostte Sylbert en zijn ploeg tien dagen om een stuk woestijn van 2,5 km² te effenen. Een ander incident was de zinloze zoektocht naar een kameel met blauwe ogen. Deze dieren zijn uitermate zeldzaam, maar dat wist niemand binnen de ploeg. Toen er een werd gevonden op de markt van Marrakesh besloot men het dier niet te kopen omdat men hoopte op een handelaar met een lagere prijs. Op het moment dat het begon te dagen dat kamelen met blauwe ogen zeldzaam zijn, was de eerder gevonden kameel al geslacht. Ook op de set begon het te donderen. May kreeg ruzie met cinematograaf Vittorio Storaro over de cameraposities. Storaro, die geen ervaring had met komedies, ging voor de ideale compositie en May voor het ideale komische effect. Warren Beatty bemoeide zich als producer met het conflict en koos de kant van Storano, waarop de ruzie zich verplaatste. Dustin Hoffman probeerde in te grijpen en wierp zich op als bemiddelaar tussen Beatty en May. Hij kon echter niet voorkomen dat de regisseur en de producent van de film dagen niet met elkaar spraken. Isabelle Adjani, de hoofdrolspeelster naast Hoffman en Beatty, had ook een hekel aan May en dat was wederzijds. Adjani was in 1985 de vriendin van Beatty en de laatste koos ook partij voor haar. Er ontstond ook onvrede tussen Elaine May en de montageploeg. Ze maakte voortdurend uitgebreide notities bij het tonen van de dagelijks gemaakte ruwe opnamen, maar deelde ze met niemand. De studio was niet blij met de kilometers film die May verbruikte. Zo had ze vijftig opnames nodig voor de scène waarin gieren naast Beatty en Hoffman landden. Uiteindelijk vlogen Beatty en May elkaar bijna letterlijk in de haren. Beatty, die al behoorlijk spijt begon te krijgen van de film, werd woedend tijdens de opname van een belangrijke gevechtsscène. Het was duidelijk dat May te weinig ervaring had met dit soort scènes, en toen Beatty haar hier op aansprak barstte ze in woede uit. "Wil jij het doen? Ga je gang, film het zelf!", riep ze uit. Bij elke andere productie zou de producent de regisseur hebben ontslagen, maar Beatty was bang voor gezichtsverlies. Hij had May tenslotte aangezocht, bovendien had hij weinig zin om zelf de regie te doen. Dus bond hij in en bracht de gevechtsscènes terug naar een niveau dat May beter kon overzien. Maar de kosten begonnen meer en meer uit de hand te lopen. Als er een onderdeel nodig was voor een filmcamera werd het persoonlijk naar Marokko gebracht door een fabrieksvertegenwoordiger uit angst dat als het via de post zou gaan, de douane het onderdeel zou tegenhouden. De kosten voor de reis en het verblijf in het hotel van de vertegenwoordiger werden door Columbia betaald.

#### De opnamen in New York
De filmploeg keerde terug naar de Verenigde Staten om in New York de rest van de film te schieten. Beatty klaagde tegenover Fay Vincent, studiobaas van Columbia Pictures, dat Elaine May niet kon regisseren. Hij wilde haar echter niet ontslaan omdat hij een voorstander was van de rechten van vrouwen in de filmindustrie. Vincent stelde voor dat hij May zou ontslaan, maar dat wilde Beatty niet. Hij stelde wel voor om elke scène twee keer op te nemen, op de manier van May en op zijn manier. Dat dit de kosten zou verdubbelen kon hem niet schelen. De opnames in New York begonnen pas begin 1986 nadat de productie maandenlang stil had gelegen. Er werd gefilmd in de Kaufman Astoria Studio's en op locatie. Er waren al gelijk problemen met de vakbond. De cinematograaf van de film, Vittoria Storano, werkte met een Italiaans camerateam, en dat werd alleen toegestaan als er tegelijk ook een lokaal team uit New York aanwezig was. De opnames werden enkele dagen stilgelegd toen Beatty en Hoffman hun liedjes moesten oefenen. In maart 1986 was het grootste deel van opnamen klaar. Niet lang daarna in april werd Guy McElwaine als hoofd productie van Columbia Pictures ontslagen door Fay Vincent. Hij werd vervangen door David Putman, een man die niet gesteld was op budgetoverschrijdingen. Hij had Beatty bekritiseerd over diens budgetoverschrijdingen bij de opnamen van Reds en Dustin Hoffman vanwege het aanwenden van zijn invloed om zijn rol in de film Agatha (1978) te vergroten. Gezien deze conflicten uit het verleden wilde Putman niet betrokken raken bij de postproductie van Ishtar. Beatty en Hoffman waren echter bang dat Putman zich bij voorbaat niet met een flop wilde inlaten en alvast bezig was de verantwoordelijkheid van zich af te schuiven. Ze kregen het idee dat het de film zou schaden als die voor Kerstmis 1986 zou worden uitgebracht.

### Postproductie
De conflicten die in Marokko waren ontstaan, werd voortgezet in de postproductie. Bij de nasynchronisatie van de stemmen liet regisseur Elaine May het regelmatig afweten en liet de stemregie over aan Beatty of een van de montagemedewerkers. May had geen zin om Isabelle Adjani te regisseren bij het opnieuw inspreken van haar stem en dus moest Warren Beatty aan de bak. Zijn verhouding met Adjani stond inmiddels onder druk en dat werd erger tijdens de nasynchronisatie. Adjani speelt in de film een verzetsstrijdster die zich vermomd heeft als een jongen. Dit betekent dat ze een groot deel van de film met een lagere stem spreekt. Adjani vond dit maar niks en liet dit Beatty regelmatig weten. Intussen worstelde de afdeling montage met 108 uur aan film, drie keer zoveel als normaal voor een komische film. Er werden drie montageteams samengesteld, elk geleid door respectievelijk Beatty, Hoffman en May. Men werkte bijna rond de klok om delen van de film zodanig te monteren dat iedereen er gelukkig mee was. Maar het was al snel duidelijk dat één persoon de supervisie moest krijgen. Beatty gaf met moeite toe dat May haar kans moest krijgen om de film naar haar voorkeur te monteren. Hij was bang dat anders Putman zou ingrijpen, bang als hij was vanwege het idee dat de laatste negatieve informatie over de film liet uitlekken. Intussen bleven de kosten stijgen, terwijl Putman van niets wist. Wat ook niet lukte was om de film uit te brengen tijdens het kerstseizoen, iets wat Beatty en Hoffman sowieso niet gewild hadden. De uitbrengdatum werd uitgesteld naar het voorjaar van 1987 en dat gaf vuur aan de geruchten dat de film in zware problemen verkeerde. Er werd al gesproken over The Road to Ruin en Warrensgate (een verwijzing naar de filmflop Heaven's Gate uit 1980). Deze voortijdige aanvallen op Ishtar brachten Beatty tot grote woede en hij maakte veelvuldig ruzie met May tijdens de montage. Beatty wilde bijvoorbeeld meer beeldmateriaal van Isabelle Adjani in de film gebruiken. Er werd op zeker moment zelfs een bemiddelaar naar de montagekamer gestuurd. Hoewel Beatty later ontkende, was agent Bert Fields volgens anderen aanwezig om tussen producent en regisseur te bemiddelen. Uiteindelijk zou, volgens Fields, de montage van May zijn gebruikt. Beatty was zo ontevreden met het resultaat dat hij weigerde de film te laten zien aan David Putman.

## Ontvangst
Ondanks alle problemen en kostenoverschrijdingen was Warren Beatty overtuigd dat Ishtar een succes zou worden. De film werd in zogenaamde previewvertoningen getest. Alle drie de previews verliepen vlekkeloos. Het publiek reageerde enthousiast en met name in Toronto gingen de bezoekers uit hun dak. Beatty besprak met Columbia Pictures al de opties om meer kopieën van de film uit te brengen. De verwachtingen waren dan ook hooggespannen toen de film in het weekend van 22 mei opende en te zien was op duizend bioscoopschermen in de Verenigde Staten. Die week verdiende de film 4,2 miljoen dollar en stond op nummer 1 als de film met de meeste bezoekers. Maar deze cijfers zeiden niet veel. Die week was er nauwelijks concurrentie van andere grote films en Ishtar bracht maar 100.000 dollar meer op dan The Gate. Deze horrorfilm was gemaakt zonder grote sterren en met een extreem laag budget. De tweede week kwam wel een serieuze concurrent in de bioscopen, Beverly Hills Cop II, en Ishtar duikelde gelijk naar de vierde plaats qua inkomsten. De kritieken waren intussen vernietigend. De pers was beledigd dat Beatty consequent had geweigerd om hen toe te laten op de sets en men haalde flink uit. Uiteindelijk bracht de film niet meer op dan 14,3 miljoen dollar op, terwijl de kosten waren opgelopen naar 55 miljoen. Bij de uitreiking van de Golden Raspberry Awards werd Ishtar genomineerd in de categorieën: Slechtste Film, Slechtste Scenario en Slechtste Regisseur. Elaine May had de twijfelachtige eer een 'Razzie' te ontvangen in de laatstgenoemde categorie. Hoewel Beatty en Hoffman de film bleven verdedigen was snel duidelijk dat Ishtar nog lang synoniem zou blijven met een gigantische filmflop. Beide acteurs konden zich echter snel herstellen van de gevolgen van het floppen van de film. Hoffman kreeg in 1988 een Oscar voor zijn rol in Rain Man en Beatty produceerde in 1990 het kassucces Dick Tracy. De grote verliezer was Elaine May. Bijna twee jaar lang zou ze nauwelijks nog een woord met Beatty spreken en het zou negen jaar duren voordat ze weer als scenariste krediet kreeg (met The Birdcage). Als regisseur was haar rol echter uitgespeeld, niemand vertrouwde haar na 1987 nog een film toe.

## Muziek
Paul Williams werd aangetrokken om liedjes te schrijven voor het fictieve zangduo. Liedjes die ook nog eens 'slecht' moesten klinken, aangezien het duo Lyle & Chuck niet om aan te horen is. Regisseur May eiste volledige nummers, ook al zou ze misschien slechts delen gebruiken. Williams moest de liedjes ook nog eens voordoen aan Beatty en Hoffman, vervolgens moest het duo ze zelf leren zingen en optreden. Dit kostte behoorlijk veel tijd en geld. De volgende liedjes zijn (soms gedeeltelijk) te horen:
- "Dangerous Business" (Paul Williams)
- "What's wrong with that?" (Bruce Gordon)
- "You took my love" (Elaine May/the Swing)
- "I'm quitting high school" (Elaine May/John Strauss)
- "Little darlin'" (Maurice Williams)
- "One for my baby (and one more for the road)" (Johnny Mercer/Harold Arlen)
- "Portable picnic" (Elaine May/Paul Williams)
- "That's amore" (Jack Brooks/Harry Warren)
- "Love in my will" (Elaine May/Paul Williams)
- "Software" (Elaine May/Paul Williams)
- "The echo song" (Elaine May/Paul Williams)
- "Carol" (Paul Williams)
- "That a lawnmower can do all that" (Paul Williams)
- "Wardrobe of love" (Paul Williams)
- "Half hour song" (Dustin Hoffman)
- "Sitting on the edge of my life" (Dustin Hoffman)
- "Tomorrow" (Martin Charnin/Charles Strouse)
- "Hello ishtar" (Paul Williams)
- "Harem girl" (Dustin Hoffman)
- "Bridge over troubled water" (Paul SImon)
- "Strangers in the night" (Charles Singleton/Eddie Snyder)
- "There's no business like show business" (Irving Berlin)
- "My lips on fire" (Elaine May/ Warren Beatty)
- "Have not blues" (Elaine May/ Warren Beatty)
- "I look to Mecca" (Elaine May/Paul Williams)
- "How big am I?" (Elaine May/Paul Williams)